# フランシーヌ・ニヨンサバ
フランシーヌ・ニヨンサバ（Francine Niyonsaba、1993年5月5日 - ）は、ブルンジの陸上競技選手、専門は中距離走、長距離走。女子400m、800m、5000m、10000mのブルンジ国内記録保持者。2012年のロンドンオリンピックの女子800mに初出場し、決勝まで進出した。2016年リオデジャネイロオリンピックでも女子800mに出場し、銀メダルを獲得した。これはブルンジにおいて、全競技通じて20年ぶりの2個目のメダルとなった。
2019年、ニヨンサバが性分化疾患でありテストステロン値が高いことが明らかになった。国際陸上競技連盟が同年に導入した新規約により、テストステロン値が高い女性の出場資格が制限されるようになったため、ニヨンサバは800mに参加できなくなった。2021年の東京オリンピックには、種目を5000mに転向して出場した。

## 主な戦績
| 年   | 大会                       | 開催地           | 種目  | 順位     | 記録      | 備考     |
| ---- | -------------------------- | ---------------- | ----- | -------- | --------- | -------- |
| 2012 | アフリカ陸上競技選手権大会 | ポルトノボ       | 800m  | 優勝     | 1分59秒11 | 国内記録 |
| 2012 | オリンピック               | ロンドン         | 800m  | 6位      | 1分59秒63 |          |
| 2015 | アフリカ競技大会           | ブラザヴィル     | 800m  | 予選敗退 | 棄権      |          |
| 2016 | オリンピック               | リオデジャネイロ | 800m  | 準優勝   | 1分56秒49 |          |
| 2017 | 世界陸上競技選手権大会     | ロンドン         | 800m  | 準優勝   | 1分55秒92 |          |
| 2018 | アフリカ陸上競技選手権大会 | アサバ           | 800m  | 準優勝   | 1分57秒97 |          |
| 2021 | オリンピック               | 東京             | 5000m | 予選敗退 | 失格      |          |

## 記録
| 種目   | 記録       | 年月日        | 場所         | 備考     |
| ------ | ---------- | ------------- | ------------ | -------- |
| 400m   | 53秒48     | 2018年5月4日  | ユージーン   | 国内記録 |
| 800m   | 1分55秒47  | 2017年7月21日 | モナコ       | 国内記録 |
| 5000m  | 14分54秒38 | 2021年6月1日  | モントルイユ | 国内記録 |
| 10000m | 31分08秒51 | 2021年6月8日  | ヘンゲロー   | 国内記録 |